# Милан Рајлић
Милан Рајлић (Травник, 16. октобар 1916 — Краљево, 10. мај 1952) је бивши југословенски фудбалер, тренер и један од најзначајнијих играча Славије.
Каријеру је почео 1933. у јуниорској екипи ФК Славије, гдје је играо све до 1941. године. За први тим ФК Славије одиграо је преко 160 званичних утакмица и постигао 65 голова. У чувеној утакмици Славије против Ференцвароша, управо је јунак побједе Славије био Милан Рајлић. Он је крунисао побједу Славије трећим голом, снажним шутом са десетак метара. Била је то тема дана не само у Сарајеву, БиХ, већ у Југославији и цијелој Европи.
Након што су усташке власти укинуле Славију, а комунистичке забраниле обнову клубу, због српског предзнака, после Другог свјетског рата играо је за два велика сарајевска клуба: прво ФК Жељезничар (1945—1948) постигавши на 18 првенствених утакмица пет голова, а после тога за ФК Сарајево (1949) са 11 голова на 18 утакмица. Кад се 1949. због комунистичких притисака преселио у Краљево, био је играч и тренер ФК Слоге, све до 1952, када је у Краљеву преминуо у 36. години.
За репрезентацију Југославије је дебитовао као центарфор 22. септембра 1940. Утакмица Балканског купа, против Румуније, је уједно била и једина Рајлићева репрезентативна утакмица. Такође је одиграо двије утакмице за Б тим.
У спомен на Рајлића, у Краљеву је до распада СФР Југославије сваке године одржаван "Меморијални турнир Милана Рајлића", на коме су стални учесници били Жељезничар, Сарајево и краљевачка Слога.